# Stawyszcze
Stawyszcze (ukr. Ставище; pol. Stawiszcze) – osiedle typu miejskiego na Ukrainie, w obwodzie kijowskim, w rejonie białocerkiewskim. Do 2020 roku siedziba władz rejonu stawyszczenskiego. Leży na Wyżynie Naddnieprzańskiej, nad rzeką Tykicz Gniły. W 2018 roku liczyło ok. 6,5 tys. mieszkańców.

## Historia
Pierwsza wzmianka o miejscowości pochodzi z roku 1622. W 1664 i 1665 r. w miejscowości trwały walki pomiędzy wojskami koronnymi a kozakami, zakończona pacyfikacją miasteczka.
Siedziba dawnej gminy Stawiszcze w powiecie taraszczańskim Gubernia kijowska.
W 1959 liczyło 4626 mieszkańców.
W 1989 liczyło 8067 mieszkańców.
W 2013 liczyło 6928 mieszkańców.

## Zamek, dwór
- zamek wybudowany przez podstarostę Rokosza z palisadą i fosą.
- dwór wybudowany za czasów Władysława Branickiego i jego żony Julii z Potockich. Środkowa najstarsza część byłą parterowa natomiast skrzydła  połączona krytymi galeriami piętrowe[6]. Wewnątrz:  chińska porcelana, srebrny serwis na 120 osób, tureckie meble, obrazy szkoły Rubensa i niemieckich mistrzów, pozłacane żyrandole i kandelabry[7]. Rozgromiony przez bandy chłopskie w grudniu 1917[8]. Po budynku pozostała obecnie tylko jedna oficyna.
- w centrum miasta znajduje się cmentarz z częścią prawosławną i katolicką, na której pozostało kilkanaście historycznych nagrobków z przed 1918 r.[9]

## Urodzeni
W miejscowości tej urodził się Edmund Berezowski.